# Buenia
Buenia is een geslacht in de familie der grondels (Gobiidae) en behoort tot de orde van baarsachtigen (Perciformes).

## Lijst van soorten
- Buenia affinis Iljin, 1930
- Buenia jeffreysii Günther, 1867